# 알리 칸 (배우)

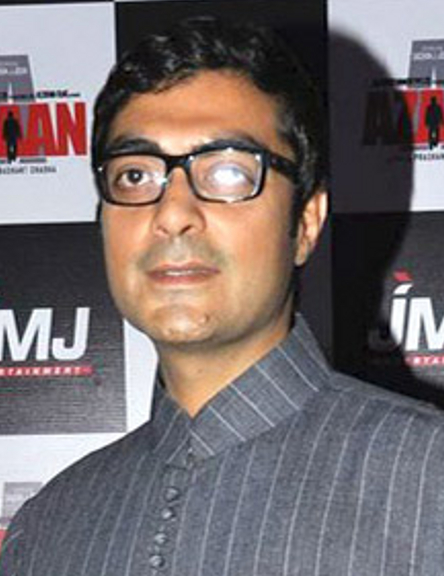

알리 칸(Alyy Khan, 1968년 12월 6일 ~ )은 파키스탄 태생의 인도 배우이다.
카라치에서 태어났다.

## 출연 작품

### 영화
- Private Detective: Two Plus Two Plus One (1997)
- 쉬... (2003, Sssshhh...)
- 샤프의 도전 (2006, Sharpe's Challenge)
- 마이티 하트 (2007)
- 트레이터 (2008) - 파리드 역